# El Nasr Automotive Manufacturing Company

Unternehmenslogo

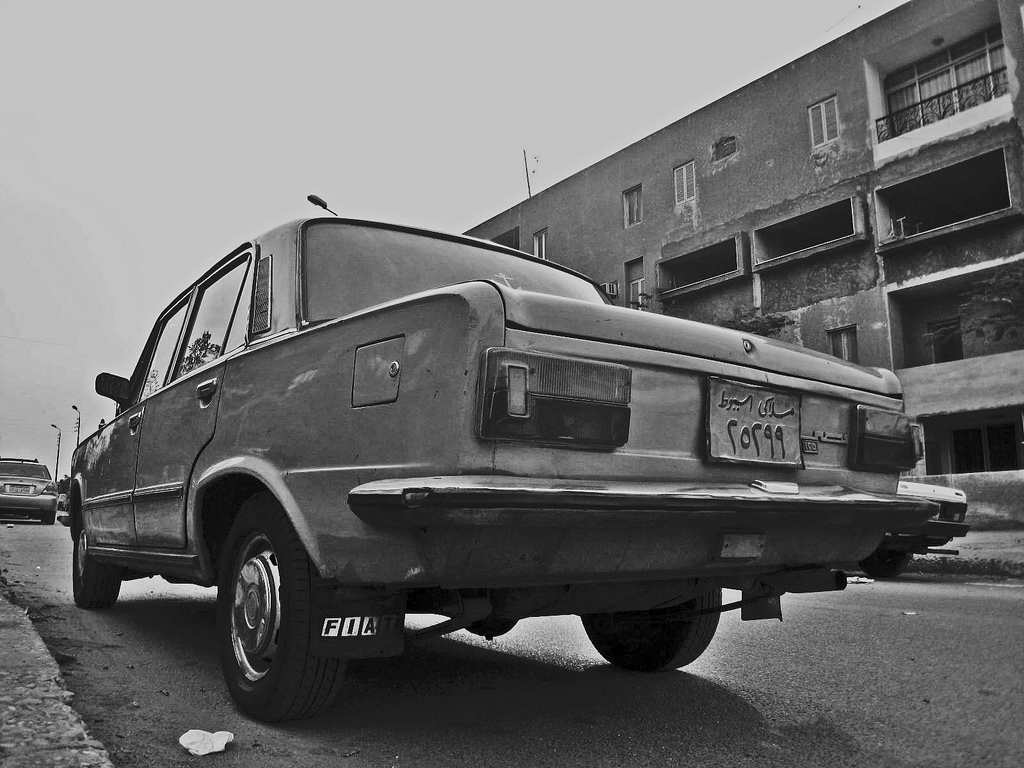
Lizenzausgabe des Fiat 125 durch El Nasr

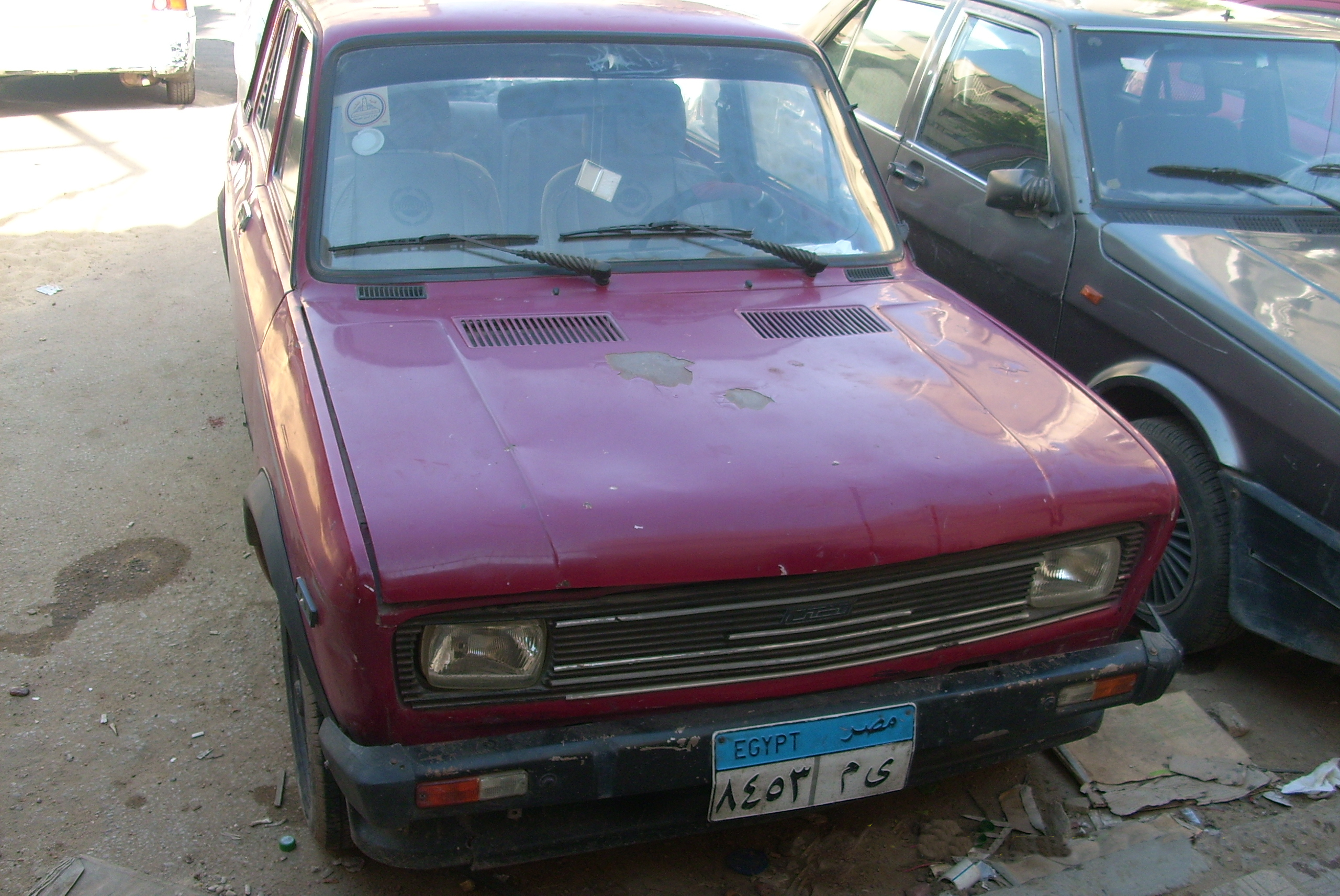
Lizenzausgabe des Fiat 128 durch El Nasr

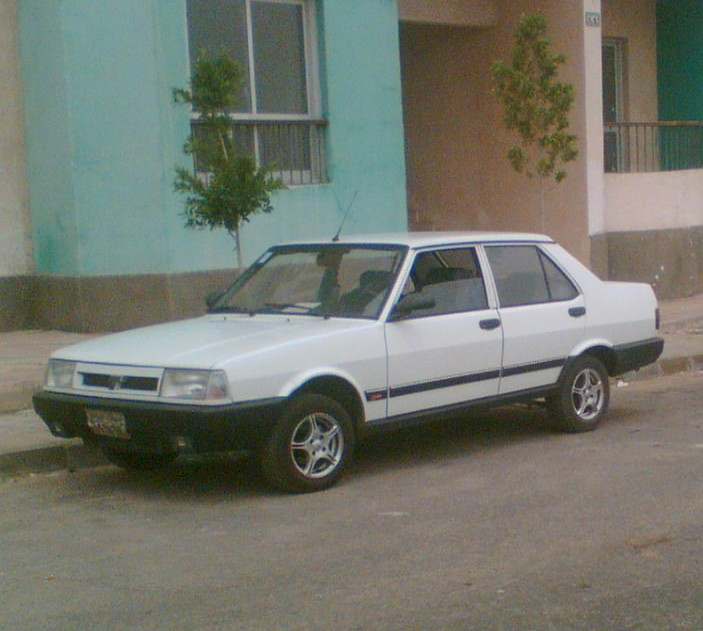
Lizenzausgabe des Tofaş Şahin 1400 SL durch El Nasr

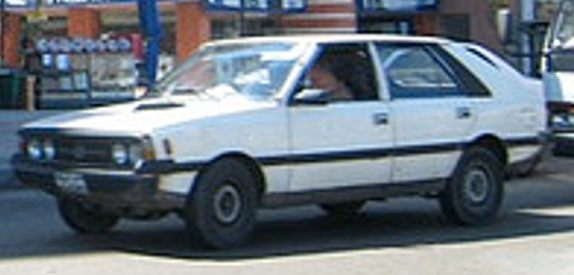
Lizenzausgabe des FSO Polonez MR'78 1500 durch El Nasr

El Nasr Automotive Manufacturing Company, abgekürzt NASCO, war ein ägyptischer Automobilhersteller. Das 1959 gegründete Unternehmen hatte seinen Sitz in Helwan bei Kairo. Der Markenname lautete Nasr. 2009 endete die Produktion. Von dem vormaligen Autoproduzenten ist gegenwärtig nur noch eine Dienstleistungssparte übrig geblieben.

## Entwicklung von Automobilmarke und Unternehmen
1960 oder 1961 wurde ein Lizenzvertrag mit Fiat abgeschlossen. Daraufhin begann die Produktion von Kraftfahrzeugen. Die Fahrzeuge wurden auch in Nachbarstaaten in Afrika und Arabien exportiert.
Im Jahr 2000 wurde die Engineering Automotive Manufacturing Co. (EAMCO) aus El Nasr Automotive ausgegliedert, welche seinerzeit Lastkraftwagen, Busse und Traktoren gefertigt hat, also gewissermaßen die Nutzfahrzeugsparte von El Nasr Automotive verkörpert hat und später ein eigenständiges Aktienunternehmen geworden ist.
Im Jahr 2009 hat das ägyptische Ministerium für Investition Plänen zugestimmt, wonach der Mutterkonzern von NASCO, die Holding Company for Metallurgical Industries, das Unternehmen entweder schließt oder an einen strategischen Investor verkauft. Im Mai 2009 wurde die Zahl der Beschäftigten von ursprünglich einmal 10.000 – zuletzt waren es etwa 1000 – auf 300 unter weitestmöglicher Anwendung von Vorruhestandsregelungen abgesenkt, wobei die Tätigkeit der verbliebenen 300 Mitarbeiter sich auf einen bestimmten Bereich von Dienstleistungen beschränkt. Die Autoproduktion war damit faktisch eingestellt. Die Probleme bei NASCO hatten sich über einen langen Zeitraum akkumuliert: der Mutterkonzern hat demnach über einen Zeitraum von vierzig Jahren allmählich einen Schuldenberg von zwei Milliarden Ägyptische Pfund aufgehäuft, bedingt durch ein unausgewogenes Verhältnis zwischen Produktionskosten und Verkaufserlös bei den im Tochterunternehmen gefertigten Automodellen. Hinzugekommen ist der Umstand, dass im Zuge der Internationalen Wirtschafts- und Finanzkrise 2007–2010 in den ersten vier Monaten des Jahres 2009 der Autoabsatz in Ägypten um 42 % eingebrochen ist, was die Liquidität des Unternehmens sicherlich beeinträchtigt hat. Teure Lagerhaltungskosten, die sich im ersten Quartal 2009 und in den vorherigen Quartalen angehäuft haben, taten ein Übriges. Darüber hinaus sind Lizenzverträge zwischen der NASCO und dem wichtigen türkischen Geschäftspartner Tofaş („Türk Otomobil Fabrikası AŞ“) ausgelaufen, was die Probleme zusätzlich erschwert hat.
Im März 2013 hat das parlamentarische Oberhaus Ägyptens beschlossen, das Unternehmen dem ägyptischen Ministerium für Militärproduktion zu unterstellen. Bereits zuvor wurde der zuständige Minister für Militärproduktion, Reda Mahmud Hafez, damit beauftragt, die Wirtschaftlichkeit einer Wiederaufnahme der Fahrzeugproduktion bei El Nasr zu prüfen. Am 8. April 2013 erklärte der Minister gegenüber der Zeitung Al Ahram, die Wirtschaftlichkeitsstudien seien abgeschlossen. Der bei der Bank hinterlegte Betrag, von dem die 234 Unternehmensmitarbeiter bezahlt würden, belaufe sich nunmehr auf weniger als neunzehn Millionen Ägyptische Pfund, was nur noch für eine Auszahlung von Gehältern für eine Zeit von weniger als sechs Monaten reichen würde. Er erklärte, die Zulieferbetriebe stünden bereit; der Maschinenpark müsse überholt und die Arbeiter neu eingewiesen werden.

## Produktionszahlen
1971 belief sich die Jahresproduktion auf 7400 Fahrzeuge und 1981 auf 17.000 Fahrzeuge. 2000 entstanden 7919 Fahrzeuge, im Folgejahr 8445, 2002 7336 und 2003 6200 Fahrzeuge.

## Modelle
Überliefert sind Lizenzfertigungen der Personenkraftwagen Fiat 125, Fiat 128 (1983–1984), Fiat 131, Fiat Ritmo, ein Modell von Seat und ein Geländewagen von Aro, außerdem Nutzfahrzeuge von Fiat und Magirus-Deutz.
Eine andere Quelle nennt die Modelle Fiat 1100, Fiat 1300, Fiat 2300, Polski Fiat 125p (1972–1984), Fiat 128 (ab 1973), FSO Polonez (1983–1992), Polski Fiat 126p (1990–1992), Tofaş Şahin (ab 1993), Fiat Tempra (1996–2002) und Zastava Yugo Florida (ab 2003).